# Ђовани Пасколи
Ђовани Пасколи (31. децембар 1855. – 6. април 1912) био је италијански песник, класичар и амблематична личност италијанске књижевности касног деветнаестог века. Поред Габријела Д’Анунциа, био је један од највећих италијанских декадентских песника.
Из Фанциуллина, програмског чланка који је први пут објављен 1897. године, произилази интимна и унутрашња концепција поетског осећања, оријентисана ка побољшању посебног и свакодневног, и обнављању детињасте и готово примитивне димензије. С друге стране, само песник може да изрази глас „детета” присутног у свакоме: ова идеја дозвољава Пасколију да за себе тврди улогу, на неки начин, сада анахрону, „песника песника”, и да себи понови време моралну (нарочито утешну) и грађанску корисност поезије.
Иако није активно учествовао ни у једном књижевном покрету тог времена, нити је показивао нарочиту склоност ка савременој европској поезији (за разлику од Д'Анунција), он је у својој продукцији испољавао углавном спиритуалистичке и идеалистичке тенденције, типичне за културу крај века обележен прогресивним исцрпљивањем позитивизма. Све у свему, чини се да његово дело пролази кроз сталну напетост између старе класицистичке традиције наслеђене од мајстора Ђосуеа Кардучија и нових декадентних тема. Заиста, тешко је разумети прави смисао његових најважнијих дела, ако занемаримо болне и мучне биографске и психолошке претпоставке које је он сам опсесивно реорганизовао током свог живота као основни семантички систем сопственог поетског и уметничког света.

## Биографија

### Младачке године
Ђовани Пасколи је рођен 31. децембра 1855. године у Сан Мауру (данас Сан Мауро Пасцоли у његову част) у провинцији Форли у богатој породици, четврто од десеторо деце – од којих је двоје умрло веома младо – Руђера Пасколија, администратора имање Кула породице торлонских принчева и Цатерине Винцензи Аллоццателли. Чланови његове породице су га од миља звали "Звани". Дана 10. августа 1867, када је Ђовани имао дванаест година, његов отац је убијен у сопственој свирци док се враћао кући из Ћезене. 
Разлози злочина, можда политичке природе или можда због радних спорова, никада нису разјашњени, а починиоци су остали непознати, упркос три одржана суђења и упркос чињеници да је породица имала јаке сумње у идентитет убице, како је евидентно појављује се у песми Ла маре старлинг : вероватни главни је у ствари био злочинац, Пјетро Качагера (на кога се Пасцоли позива, без имена, у лирици Тра Сан Мауро и Савигнано ), земљопоседник и стручњак сточар, који је касније постао агент у име принца, помажући администратору Ахилеју Петрију, који је после злочина преузео дужност од Руђера Пасколија. Двојица убица, чија су се имена у селу провлачила од уста до уста, били су Луиђи Паљарани, познат као Бигека (ватрени републиканац), и Мицхеле Деллароцца, које је вероватно подстакао наводни директор.  Пасколи је такође написао песму у знак сећања на ноћ убиства његовог оца, 10. августа, ноћ Сан Лоренца, исте ноћи када му је отац умро.
Књига Росите Босцхетти Омицидио Пасцоли објављена је о веома замршеној причи о злочину Пасколија. Заплет  је резултат истраживања у локалним архивима и који, поред објављивања необјављене документације, формулише хипотезу о завери почињеној против администратора Пасколија.  Траума је оставила дубоке трагове на песника. Породица је почела постепено да губи свој економски статус и касније да пролази кроз импресивну серију жалости, распада: приморана да напусти имање, следеће године њихова сестра Маргерита је умрла од тифуса, а мајка од срчаног удара (од „ сломљеног срца “)., говорило се  ), 1871. његов брат Луиђи, погођен менингитисом, а 1876. његов старији брат Ђакомо, од тифуса. Према недавним студијама, чак је и старији брат, који је безуспешно покушао да реконституише породично језгро у Риминију, можда био убијен, можда отрован   . У ствари, Ђакомо је у години у којој је умро био на функцији градског саветника и очигледно је лично познавао оне који су учествовали у завери за убиство његовог оца, поред чињенице да су млада браћа Пасколи (посебно Рафаеле и Ђовани) у толикој мери се приближио истини о злочину претњом смрћу. 
Две сестре Ида (1863—1957) и Марија (1865—1953) отишле су да студирају у колеџ самостана монахиња Августинијака, у Соглиано ал Рубицоне, где је живела Рита Винћенци, сестра њене мајке Катарине и где их је остало десет. године: 1882, напуштајући манастир, Ида и Марија су затражиле помоћ од свог брата Ђованија, који је након дипломирања предавао у Лицео Дуни у Матери, тражећи од њега да живи са њим, ослањајући се на Ђованијево осећање дужности и кривице, који је током својих 9. универзитетских година није био више забринут за своје сестре. У биографији коју је написала његова сестра Марија, За живота Ђованија Пасколија, будући песник је представљен као чврст и живахан дечак, чији карактер нису промениле недаће; године, заправо, његове реакције су деловале као јаке воље и упорне, у опредељењу да заврши средњу школу и да пронађе средства за наставак универзитетских студија, као и у тврдоглавости, увек фрустрираној, у тражењу и гоњењу. убица његовог оца. Ова жеља за правдом никада неће бити жеља за осветом, а Пасцоли ће се увек изјаснити против смртне казне и против доживотног затвора, углавном из хуманитарних разлога. 

### Прве студије
Године 1871, у доби од петнаест година и након смрти његовог брата Луиђија која се догодила од менингитиса 19. октобра исте године, Ђовани Пасколи је морао да напусти колеџ Рафаело отаца Сколопија из Урбина  ; преселио се у Римини да би похађао класичну гимназију Ђулио Чезаре. Ђовани је стигао у Римини заједно са петоро браће: Ђакомо (19 година), Рафаеле (14), Алесандро Ђузепе (12), Ида (8), Марија (6, од миља зову Мариу). „Стан, који је Ђакомо већ одабрао и опремљен гвозденим и дрвеним креветима, и намештајем из наше куће, налазио се у згради унутар улице Сан Симоне и састојао се од приземља и првог спрата“, пише Мариу: „Живот који је вођен у Риминију... био је економије која је једва дозвољавала чисто неопходно“. Пасцоли је коначно завршио средњу школу у Чезени након што је похађао гимназију и средњу школу на престижном Лицео Данте у Фиренци и пао на испиту за лиценцу због научних предмета.

### Универзитет и политичко опредељење
Захваљујући стипендији КСНУМКС Лира (који је потом изгубио због учешћа на Студентском скупу) Пасцоли се пријавио уБолонский универзитет. где је песник био предавач Јосхуа Цардуцци и латиниста Ђовани Батиста Гандино. и спријатељио се са песником и критичарем Северино Ферари. Познати Андреа Коста и приближио се покрету анархо-социалистический. почело, у 1877. одржати скупове у Форли и к Чезена. Током социјалистичке демонстрације у Болоња после неуспелог терористичког нападаанархиста Луцано Ђовани Пасананте на штету краљ Умберто I. млади песник је јавно прочитао свој сонет под наводним насловом Ода Пассаннанте. Убрзо након тога, ода је поцепана (вероватно из страха да ће бити ухапшена или се можда покајати размишљајући о убиству свог оца), а позната су само последња два стиха која су усмено пренета: "Цлаи берретта д'а кувар, направићемо заставу".
Ауторство композиције било је предмет расправе: и сестра Марија и научник Пиеро Бианцони негирали су да је написао такву оде (Бианцони ју је назвао "најпознатијом и најцитиранијом песмом италијанске књижевности"). Иако нема материјалних доказа о опери, Гиан Баттиста Лолли, Стари секретар Социјалистичке Федерације Болоње и Пасцолијев пријатељ, изјавио је да је био сведок читања и приписао песнику реализацију опере. Пасцоли је ухапшен 7. септембра 1879. због учешћа у протесту против осуде неких анархиста, који су заузврат били затворени због нереда изазваних пресудом Пассаннантеа. Током њиховог суђења, песник је викао: "ако су то зликовци, ура зликовцима!»
После нешто више од сто дана, осим веће тежине почињеног кривичног дела, одлуком од 18. новембра 1879. године, Апелациони Суд ће пред суд одложити оптужене - пашњаке и Хуго Цоррадини: суђење, укључујући пашњак брада је бранила од адвоката, догодило се 22. децембра, назвао је сведок, чак и мајстор Јосхуа Цардуцци изјавио је да"пашњаци немају могућност да почине злочине у вези са наведеним чињеницама".. Оправдан је, али пролази кроз тежак период, размишља о самоубиству, али помисао на његову преминулу мајку тера га да се уздржи, као што ће рећи у песми Глас. На крају наставља студије са напором.
Упркос симпатијама према анархо-социјалистичком покрету у младости, у 1900 када Умберто I он је био убијен другим анархистом, Гаетано Бреши. Пасцоли је био огорчен због онога што се догодило и компоновао песму Краљ Умберто. Он се одриче политичке милитантности подржавајући хуманитарни социјализам, који је подстакао посвећеност слабима и универзална сагласност међу људима, тема неких текстова:

### Настава
После диплома, постигнут у 1882 са дисертацијом на Alceo. Пасцоли је започео наставничку каријеру у латински e грчки у лицејима Матера и Маса. Након перипетија и туге, песник је коначно пронашао радост живљења и вере у будућност. Ево шта пише након дипломирања Аргента:
"Идем следећег октобра, али још не знам где: можда далеко; али шта је то важно? Цео свет је земља и одлучио сам да пронађем живот леп и пријатан својој судбини." 
На захтев сестара иде и Марије, до 1882. године у манастиру Сольяно. Пасцоли је преформулисао свој животни пројекат, осећајући се кривим што је напустио сестре током универзитетских година. Ево гиованнијевог писма у том погледу, које је Аргентина написала 3. јула 1882. године, а које су сестре узеле јер су их оставиле, тако одговара:
"Јадне девојке! Испод сваке речи овог Вашег тако нежног писма прочитао сам себи укор, угледао сам лагриму!." 
А још од матере песник пише у октобру 1882.:
"Волите ме, који је био далеко и изгледао је равнодушно док сте живели у сенци манастира [...] Да ли ме волите, који су тек кад сте изашли из манастира, блистајући благим задовољством, да ли ме волите, бар као добре другарице ваших радости и утехе ваших туга?".

22. септембра 1882 почео је у масонерија у лођа "Риззоли"у Болоња. Масонска опорука аутограм пашњака, у облику троугао (троугао-масонски симбол), пронађен је у 2002. Dal 1887 параграф 1895 учио је Ливорно у гимназији-лицее "Герраззи и Николини", у чијој се архиви још увек налазе писма и белешке написане песницом. У међувремену је започела сарадња са часописом Нови живот, на којој су изашле прве песме Myricae. компилација која је наставила да се ажурира у пет издања пре 1900.
Такође је тринаест пута освојио златну медаљу на Амстердамско такмичење Латинске поезије. са песмом Veianus и са следећим Кармина. У 1894 позван је на Рим сарађујте са Министарство просвете. У главном граду су се упознали са Адолфо Де Босис, који га је позвао да сарађује у часопису Гозба (где ће се заиста појавити неке од каснијих композиција прикупљених у Тому Веселе песме), и од Габриеле Д'аннунзио, који га је ценио, иако је однос између два песника увек био компликован.
Ђулијано Ди Бернардо. на челу Велики Исток Италије са 90 од 93 године у 2017. години, он је директно рекао о припадности Пасколи и Кардуччи на масонству, неко време у кревета.Шаблон:Bio